# Groupe de recherche appliquée en macroécologie
Le Groupe de recherche appliquée en macroécologie (GRAME), fondé en 1989, est un organisme à but non lucratif indépendant et multidisciplinaire basé à Montréal, au Québec. Il œuvre à la promotion du développement durable en tenant notamment compte du long terme et des enjeux globaux, dont celui des changements climatiques, par la promotion des énergies renouvelables, de l'aménagement urbain et des transports durables, de l'efficacité énergétique et de l'utilisation d'incitatifs économiques en gestion de l'environnement.
Reconnu pour son expertise approfondie en matière de transport, d’énergie, d’écofiscalité, de gestion des matières résiduelles, de verdissement et d’aménagement urbain, le GRAME œuvre à la protection de l’environnement et à la promotion du développement durable en orientant ses activités autour de trois pôles complémentaires :
- l'influence auprès des décideurs ;
- la sensibilisation et l’éducation relative à l’environnement auprès de la population ;
- l’intervention directe sur le terrain.

S’enrichissant mutuellement, ces divers pôles ajoutent de la profondeur aux activités de l'organisme et donnent du sens à chacune des interventions terrain du GRAME en s'inscrivant à l’intérieur d’une démarche de sensibilisation continue et d'une vision globale de l'environnement.
En 2019, le GRAME (Groupe de recherche appliquée en macroécologie) est devenu le GRAME (Groupe de recommandations et d'actions pour un meilleur environnement), une signification qui reflète mieux ses activités actuelles et futures.